# Temporada 1953-54 de los Rochester Royals
La temporada 1953-54 fue la sexta de los Rochester Royals en la NBA. La temporada regular acabó con 44 victorias y 26 derrotas, ocupando el segundo puesto de la División Oeste, clasificándose para los playoffs en los que cayeron en las finales de división ante los Minneapolis Lakers.

## Elecciones en elDraft
| Ronda | Puesto | Jugador      | Posición | Nacionalidad   | Universidad |
| ----- | ------ | ------------ | -------- | -------------- | ----------- |
| 1     | 4      | Richie Regan | Base     | Estados Unidos | Seton Hall  |
| 2     | 12     | Norm Swanson | Alero    | Estados Unidos | Detroit     |
| 3     | 23     | Jack McMahon | Alero    | Estados Unidos | Syracuse    |

## Temporada regular
| División Oeste       | División Oeste | División Oeste | División Oeste | División Oeste | División Oeste | División Oeste | División Oeste | División Oeste |
| Equipo               | G              | P              | %              | PD             | Casa           | Fuera          | Neutral        | Div            |
| -------------------- | -------------- | -------------- | -------------- | -------------- | -------------- | -------------- | -------------- | -------------- |
| x-Minneapolis Lakers | 46             | 26             | .639           | –              | 20–4           | 13–15          | 13–7           | 19–13          |
| x-Rochester Royals   | 44             | 26             | .629           | 2              | 18–10          | 12–15          | 14–3           | 22–10          |
| x-Fort Wayne Pistons | 40             | 32             | .556           | 6              | 19–8           | 11–17          | 10–7           | 17–15          |
| Milwaukee Hawks      | 21             | 51             | .292           | 25             | 11–14          | 5–17           | 6–20           | 6–26           |

## Playoffs

### Liguilla de semifinales de División
| Equipo             | Ganados | Perdidos |
| ------------------ | ------- | -------- |
| Minneapolis Lakers | 3       | 0        |
| Rochester Royals   | 2       | 1        |
| Fort Wayne Pistons | 0       | 4        |

### Finales de División
Minneapolis Lakers - Rochester Royals
| Fecha       | Partido                                    | Ciudad      |
| ----------- | ------------------------------------------ | ----------- |
| 24 de marzo | Minneapolis Lakers 89, Rochester Royals 76 | Minneapolis |
| 27 de marzo | Rochester Royals 74, Minneapolis Lakers 73 | Rochester   |
| 28 de marzo | Minneapolis Lakers 82, Rochester Royals 72 | Minneapolis |
|             | Minneapolis gana las series 2-1            |             |

## Estadísticas
| Rk | Jugador         | Edad | P  | PT | MP   | TC  | TCI  | %TC  | 3P | 3PI | %3P | TL  | TLI | %TL  | RO | RD | RT   | AS  | RB | TAP | BP | FP  | PTS  |
| 1  | Bobby Wanzer    | 32   | 72 |    | 35.3 | 4.5 | 11.6 | .386 |    |     |     | 4.4 | 5.9 | .734 |    |    | 5.4  | 3.5 |    |     |    | 2.4 | 13.3 |
| 2  | Arnie Risen     | 29   | 72 |    | 33.1 | 4.5 | 12.1 | .368 |    |     |     | 4.3 | 6.0 | .714 |    |    | 10.1 | 1.7 |    |     |    | 3.9 | 13.2 |
| 3  | Bob Davies      | 34   | 72 |    | 29.7 | 4.0 | 10.8 | .371 |    |     |     | 4.3 | 6.0 | .718 |    |    | 2.7  | 4.5 |    |     |    | 3.1 | 12.3 |
| 4  | Jack McMahon    | 25   | 71 |    | 26.6 | 3.5 | 9.7  | .362 |    |     |     | 3.0 | 4.3 | .696 |    |    | 3.0  | 3.4 |    |     |    | 3.1 | 10.0 |
| 5  | Jack Coleman    | 29   | 71 |    | 33.5 | 4.1 | 10.1 | .405 |    |     |     | 1.5 | 2.5 | .597 |    |    | 8.3  | 2.2 |    |     |    | 2.8 | 9.7  |
| 6  | Odie Spears     | 28   | 72 |    | 22.7 | 2.6 | 7.0  | .364 |    |     |     | 2.5 | 3.3 | .769 |    |    | 4.3  | 1.5 |    |     |    | 2.9 | 7.7  |
| 7  | Alex Hannum     | 30   | 72 |    | 23.7 | 2.4 | 7.0  | .348 |    |     |     | 1.4 | 2.3 | .622 |    |    | 4.9  | 1.5 |    |     |    | 3.9 | 6.3  |
| 8  | Cal Christensen | 26   | 70 |    | 23.6 | 2.0 | 5.6  | .347 |    |     |     | 2.0 | 3.7 | .529 |    |    | 5.6  | 1.5 |    |     |    | 2.8 | 5.9  |
| 9  | Al Masino       | 25   | 11 |    | 4.5  | 0.7 | 1.5  | .500 |    |     |     | 0.6 | 1.1 | .583 |    |    | 0.6  | 0.6 |    |     |    | 1.8 | 2.1  |
| 10 | Frank Reddout   |      | 7  |    | 2.6  | 0.7 | 0.9  | .833 |    |     |     | 0.4 | 0.6 | .750 |    |    | 1.3  | 0.0 |    |     |    | 0.9 | 1.9  |
| 11 | Norm Swanson    | 23   | 63 |    | 9.7  | 0.5 | 2.2  | .226 |    |     |     | 0.6 | 1.0 | .594 |    |    | 1.7  | 0.5 |    |     |    | 1.4 | 1.6  |

## Galardones y récords
| Jugador    | Galardón                    |
| Bob Wanzer | 2º Mejor quinteto de la NBA |